# Haematopota picta
Haematopota picta är en tvåvingeart som beskrevs av Surcouf 1908. Haematopota picta ingår i släktet Haematopota och familjen bromsar.
Artens utbredningsområde är Etiopien. Inga underarter finns listade i Catalogue of Life.